# 小田あさ美
小田 あさ美（おだ あさみ、1988年9月14日 - ）は、埼玉県出身のグラビアアイドル、タレント、女優、特技は麻雀とバスケットボール。プラチナムプロダクション所属。

## 概要
埼玉県の一般家庭に生まれる。四人兄弟の末っ子で三人の兄がいる。

原宿でスカウトされてデビュー。最初の仕事は河川敷での水着撮影で、本人も驚くと同時に芸能界で生き抜く度胸がついた。

高校時代のあだ名は「アイドル」。仕事を優先するため高校中退後も、たびたび高校の同窓会に出席している。

芸能活動初期はグラビアやテレビドラマの仕事が多かったが、やがて舞台出演に軸足を移す。台本を覚えるのは早い。

## 略歴
2006年（平成18年）、テレビ神奈川のアイドル番組から生まれたアイドルユニット桜（もも）mint'sのメンバーとなりCDデビュー。
2007年（平成19年）、日テレジェニック2007に選出。同年6月、集英社週刊ヤングジャンプ「制コレGP」準グランプリを受賞。
2008年（平成20年）11月 - 2009年（平成22年）1月、吉川このみ・雨坪春菜とともに「ハチワンギャルズ」として活動。フジテレビで放送されたドラマ「ハチワンダイバー」のDVD-BOX発売を記念し、キャンペーン活動・イベント出演などを行った。
2009年（平成21年）7月、高城樹衣と「B.L.T.アイドル(仮)」に新加入。同年11月にかけて、川元由香・中川杏奈・七瀬あずみ・義家ゆりかとともに活動。月刊誌「B.L.T.」（東京ニュース通信社）への掲載、イベント活動などを行った。
2010年（平成22年）より、彼女が出演するツィートジョッキーが月曜火曜の22:00 - 23：00に生放送されていた。
2011年（平成23年）8月31日、TJ内で9月5日をもって7年間所属したアップルヒルエンタテインメントとTJを卒業することを発表。
それから半年後の2012年（平成24年）3月22日、ブログ上でプラチナムプロダクションへの移籍を報告。同年8月より、かながわIQプロデュースによるガールズエアバンド「ドッペルゲンガー」に参加する。
2013年（平成25年）2月24日、渋谷ドクタージーガンズにてテレビ朝日「ガールズトーク十人のシスターたち」CD発売公開イベント。デビューシングル「抱かないでシスター」シスターフィーチャリング天一を披露。同年3月17日、渋谷チェルシーホテルで行われる公演を最後にガールズエアバンド「ドッペルゲンガー」卒業を発表。
2014年（平成26年）4月、藤商事のイメージガール「FUJI7GIRLs」に加入。絶対リーダーレッドヴィーナスに就任。
2015年（平成27年）2月、女性5人組のアイドルユニット「ユルリラポ」結成と加入。2016年（平成28年）10月1日の解散まで在籍。
2017年（平成29年）11月19日、AbemaTVの麻雀特番「今日、体重発表します。」に出演。決勝進出するも4着となり、罰ゲームの体重測定で体重が46kgであることが発表された。
2020年（令和2年）1月31日、ツイッターにて去年に人生初の体重50kgを超えたことを激白。ダイエットにより上記にある、これまでの公表体重より減量できたことをツイートした。
2022年（令和4年）9月18日、YouTubeチャンネル「おださんち。」を開設。
2025年（令和7年）8月15日、女性音楽グループ「MASK OF GODDESS」に加入。

## 人物
- 小学校の頃からSPEEDやモーニング娘。に憧れ、アイドルになることを夢見ていた[ブログ 4]。
- バスケットボール、野球、サッカーなど球技全般が得意。
- 多岐川華子、野本愛弓と仲が良く、3人は親友である[ブログ 5]。また日テレジェニックの先輩である西田奈津美[ブログ 6]とも親しく、小田のブログでは西田を「ファン第1号」と紹介していた[ブログ 7]。
- プラチナムの先輩に当たる木口亜矢[ブログ 8]とは「日テレジェニック2007」で共働している[4]。
- Apex Legendsの最高ランクは、プラチナ1(シーズン19で達成)。

## 作品

### シングル
- White Bird（2008年5月9日） - EAN 4543156003472。
- Happy Magic（2009年8月5日） - EAN 4948722382430。

### アルバム
参加作品
- C-C-B「ビキニdeウ・ララー」（2008年4月30日、アルバム「Romanticは止められない」収録） - EAN 4571217140156。mimikaらとSUNSHINE GIRLSとして参加。
- 小田あさ美 feat.セキグチMaコト「時速3km〜sweet version〜」「Forever memories」（2008年10月22日、「Live IDOL super compilation Vol.1」収録） - EAN 4988001027607。
- ryoji sonoda「指輪」（2009年1月1日、アルバム「Life with music」収録）

### イメージビデオ
- Meet the Girl Vol.7～水着deデートしてあげる～ 水谷美都・田中かおり・小田あさ美（2006年1月25日、ビーエムドットスリー）全3名 - EAN 4562151161666。
- 現役女子高生 小田あさ美（2006年5月19日、マーレ） - EAN 4560207760443。
- PROLOGUE〜プロローグ（2006年8月13日、英知出版） - EAN 4986770260959。
- 小田あさ美 Cutie Witch（2007年1月26日、フォーサイド・ドット・コム） - EAN 4571152114786。
- 小田あさ美&Erina Dear Peach friends（2007年2月24日、ビーエムドットスリー） - EAN 4580183995998。
- 小田あさ美 Naked eyes~Welcome to Langkawi Island in Asami Oda~（2007年4月13日、JVD） - EAN 4988159270214。
- 小田あさ美と露天風呂でSEXY温泉デート [Meet the Girl]（2007年5月15日、シーズファクトリー） - EAN 4582285030195。
- 日テレジェニック2007 小田あさ美 「Wind-bell〜18才の夏〜」[4]（2007年8月22日、バップ） - EAN 4988021127912。
- 日テレジェニック2007 Memoires（2008年2月27日、バップ） - EAN 4988021130332。
- 小田あさ美 あさ美ING（2008年4月20日、ラインコミュニケーションズ） - EAN 4529971403093。
- 小田あさ美 Nineteen Breeze（2008年7月25日、GPミュージアムソフト） - EAN 4571211596966。
- 小田あさ美 〜Birth〜（2008年10月18日、東映ビデオ） - EAN 4988101138401。
- 小田あさ美/そしてキスして（2015年3月20日、イーネット・フロンティア） - EAN 4571369484283
- Chu!（スリーエムワークス）

### 写真集
- asamin?No!ASAMI（2008年5月1日、彩文館出版、撮影:郡司大地） - ISBN 978-4-7756-0302-4。

### 雑誌
- Berrys vol.01 10代美少女アイドルがビキニで大胆ポーズ 末永佳子・木嶋のりこ・小田あさ美 ほか（2006年6月1日、晋遊舎）※DVD付
- Sukusui Vol.13（2006年9月19日、ぶんか社）
- Berrys vol.03 10代フレッシュ・アイドルはBerrysにおまかせ!（2007年1月1日、晋遊舎）※DVD付
- memew Vol.33（2007年1月10日、近代映画社）※DVD付
- Bejean 2007年6月号（2007年6月14日、ジーオーディー）
- Sukusui Vol.16（2007年6月19日、ぶんか社）
- Bejean 2007年10月号（2007年10月14日、ジーオーディー）
- 制コレGP All Mizugi Collection 2008 YJ IDOL BONUS ALBUM 篠崎愛・小田あさ美 ほか（2008年、集英社）

### トレーディングカード
- Asamint's（2008年2月21日、エトワール）

## 出演

### テレビドラマ
- ライオン丸G（2006年10月1日 - 12月24日、テレビ東京） - コスK 役
- きらきら研修医 第7話 皮フ科 その3（2007年2月22日、TBS）
- RHプラス（2008年1月2日 - 3月26日、TVK）- 第3話に出演
- 空の港で 第22話 ダブルス（2008年8月30日、テレビ東京）
- 空の港で 第26話（最終回）それぞれのエアポート物語（2008年9月27日、テレビ東京）
- ガールズトーク〜十人のシスターたち〜（2012年10月2日 - 2013年3月26日、テレビ朝日） - 赤の千種 役[9]
- 幸せになる3つの買い物（2013年6月25日、関西テレビ / フジテレビ）[10]
- ST 赤と白の捜査ファイル 第3話（2014年7月30日、日本テレビ） - 斉藤マリ 役[11]
- 痛快TV スカッとジャパン 第3回（2014年11月3日、フジテレビ）
- 水曜ミステリー9
  - 逆転弁護士ヤブハラ 第1話 証言拒否（2015年2月18日、テレビ東京）- 朱美の同僚 役
  - 犯罪科学分析室 電子の標的 第3話 一年前の現金輸送車強奪犯が再び挑戦してきた…警察内部にも敵が!?凶悪犯を科学の力で追い詰める！（2017年2月1日、テレビ東京）- 林田美月 役

### バラエティ
- Get at アイドル（2005年4月 - 6月、The MUSIC 272）
- エンタテインメントニュース（2005年7月 - 11月、Music Japan TV）
- 鈴木タイムラー（2005年8月14日、テレビ朝日） - ブートレッグス18号 役
- 情報発信塾〜アイドルレボリューション〜（2006年2月 - 、テレビ神奈川）
- ミュージックアイドルバトル（2006年5月 - 、Music Japan TV）
- カスペ!『現役教師1000人大告白!これが今どきの学校だSP』（2007年7月、フジテレビ）
- 24時間テレビ 愛は地球を救う30（2007年8月、日本テレビ）[4]
- ラジかるッ（2007年8月、日本テレビ）
- 全力坂（2007年8月・9月、テレビ朝日）
- ドスペ2『この秋話題の新番組体育の時間！！深夜拡大女だらけスペシャル！』（2007年10月21日、テレビ朝日）
- モバポスGREAT（2007年10月、日本テレビ）
- 日テレジェニック美女2（日テレプラス&サイエンス）
- RHプラス（2008年1月、TOKYO MX）
- キンコンヒルズ（2008年5月、テレビ東京）
- モクスペ『恐怖!フシギ!本当に起きた有名人最恐実話スペシャル』（2008年8月7日、日本テレビ）
- アイドル☆Kiss（MONDO21）
- グラビアの美少女（MONDO21）
- Love + IDOL#94（MONDO21）
- アカデミーナイト（2009年9月、TBSテレビ）
- ガールズソングコレクション＃6（2009年9月、テレビ埼玉）
- アイドルスナイパー-平成アイドル図鑑-（2010年1月、テレビ大阪）
- セイウチ・ビジネス・スタジアム（2010年4月7日 - 2011年4月27日、テレビ東京） - レギュラー出演。
- HARD TIMES〜ボクのナニがアレなんで〜[12]（2010年10月 - 、MTV JAPAN） - レギュラー番組コメンテーター。
- 音龍門（2011年5月23日・30日、日本テレビ） - 「朗読少女」に出演。
- ゴッドタン（2014年8月30日・2016年3月12日、テレビ東京）
- 女流雀士 プロアマNo.1決定戦 てんパイクイーン（2016年 - 、テレ朝チャンネル2）シーズン1、シーズン3、シーズン4、シーズン7
- 『熱闘!Mリーグ』(2023年10月15日、テレビ朝日) - 麻雀バラエティー

### ラジオ
- ASIAN美少女FILE（2005年 - 2006年、USEN）
- RADICAL LEAGUE（2007年、FM FUJI）
- RABラジオ・チャリティー・ミュージックソン（2007年12月24日 - 25日、青森放送）
- STADIUM ROCK!!（2008年、FM FUJI）
- 志村けんのFIRST STAGE〜はじめの一歩〜（2009年、ジャパンエフエムネットワーク）
- 応援ラジオ どんまい!（2010年、アール・エフ・ラジオ日本）

### 映画
- ピューと吹く!ジャガー THE MOVIE（2008年、原作:うすた京介、監督：マッコイ斉藤） - ジュライファン 役
- koganeyuki（2009年1月17日公開、コスモボックス、監督:古新舜、主演:倉科カナ、天野浩成） - 主題歌「指輪」を歌う
- 宿命のジオード（2010年2月20日公開、3Gコミュニケーションズ＝Kスタイル、監督・脚本:六車俊治、主演:鈴木早智子、津田英佑） - 水沢慶子 役[13]
- ハードライフ〜紫の青春 恋と喧嘩と特攻服〜[14]（2011年5月21日公開、マジカル、監督:関顕嗣、主演:寺島咲） - サキ 役[15]
- ボレロ（2012年2月4日公開、田島オフィス、監督:田島基博） - ヒトミ 役[16]
- 劇場版 打姫オバカミーコ（2021年2月5日公開、アイエス・フィールド、監督:松田圭太） - 宝生れいら 役[17]

### オリジナルビデオ
- 西部動力少女 W・B・G ウエストバウンド・ガールズ（2008年3月24日、TMC、出演:森安真弓、長谷川桃、梅本聖子、森本さやか）監督:清水卓 - 岩城空子 役（主演）[18]
- 喧嘩の極意3（2009年4月25日、GPミュージアムソフト）監督:OZAWA - EAN 4571211602025[19]。
- 喧嘩の極意4（2009年7月24日、GPミュージアムソフト）監督:OZAWA - EAN 4571211603107[20]。
- 喧嘩の極意5（2009年12月25日、GPミュージアムソフト） - EAN 4571211604869[21]。
- 喧嘩の極意6（2010年2月19日、GPミュージアムソフト） - EAN 4571211605583[22]。
- 女子体温36.9℃ GIRL IN THE CUBE[23]（2011年10月5日、トランスワールドアソシエイ）監督:MizuneT - ナオミ 役（主演）[24]
- 呪信[25](2011年、監督：MizuneT） - 小田あさ美 役（主演）
- 東京心霊ナイト アイドル恐怖伝説（2012年1月7日、トランスワールドアソシエイ）監督:MizuneT ※『呪信JUSIN』／『心霊アイドル ゆうれい子』の2話オムニバス[26]

### 舞台
- 『ウルトラマンプレミアステージ2』（2008年5月2日 - 6日、中日劇場） - ヴィオラ 役
- ミュージカル『不思議の国のアリスのマッチ売り』（2008年11月） - シンデレラ 役
- theagirl project vol.2『どくりんご』（2009年10月） - アオイ 役（主演）
- 『劇団VitaminX 〜Legend Of Vitamin〜』（2010年9月、前進座劇場） - ユーリ 役
- i'nos-stage vol.1『舟をこぐ』（2010年11月、シアターブラッツ） - アンドロイド・ナゾ 役
- アリスインプロジェクト×企画演劇集団ボクラ団義『ハイスクールミレニアム[27]』（2011年12月13日 - 18日、シアターKASSAI） - 月岡綿美 役
- DramaBox『出来ちゃった』（2012年2月2日 - 5日、笹塚ファクトリー） - 莉彩 役
- アリー・エンターテイメント『ティーチャー』（2013年7月19日 - 28日、シアターグリーン BIG TREE THEATER）
- Act Stage『サムライカウボーイ[28]』（2013年12月19日 - 23日、ポケットスクエア テアトルBONBON）
- FUNエンターテイメント『WAIST SIZE STORY ウエストサイズストーリー』（2014年9月26日 - 28日、シアターサンモール）
- ユニバーサル・スタジオ・ジャパソ『上手』6.短編舞台「きっと私は、」（2016年8月26日 - 28日、俳優座劇場）
- ○組『Happy Spell[29]』（2017年2月23日 - 26日、中目黒キンケロ・シアター） - アイラ 役
- 東出有貴プロデュース『LOST SWORD』（2017年5月8日 - 11日、座・高円寺2） - ヒロイン シズク 役
- 爆走おとな小学生『すてきな三にんぐみ』（2017年6月1日 - 4日、中目黒キンケロ・シアター） - ダンジー 役
- 『私たちはそれでも歩きだす。』（2018年1月16日 - 21日、東京・d-倉庫）[30]
- 劇団わ『バック・トゥ・ザ・君の笑顔〜ロボットって笑うっけ？』（2019年7月23日 - 28日、中目黒キンケロ・シアター、作・演出：村上芳） - 幸希 / アスラ 役
- img『もともと特別』（2019年9月25日 - 29日、ポケットスクエア テアトルBONBON / 10月4日 - 6日、大阪市立芸術創造館） - 安藤はる恵 役（主演）[ブログ 9]
- 劇団バルスキッチン『歌舞伎町シュガーナイト』（2019年11月20日 - 24日、バルスタジオ、作・演出：前野祥希） - ヒカル 役[ブログ 10]
- SFIDA ENTERTAINMENT『愛はお金で買えますか？〜クリスマス争奪戦〜』（2019年12月10日 - 15日、ポケットスクエア 劇場HOPE） - 伊藤まどか 役（主演）[31]
- 劇団わ『Happy Spell』（2020年1月7日 - 12日、新宿村LIVE、作：村上芳、演出：青山太久） - アイラ 役
- 劇団バルスキッチン『どぎまぎメモリアル』（2020年3月4日 - 8日、バルスタジオ、作：前野祥希、演出：浮谷泰史） - 美鏡美羅 役[ブログ 11]
- 劇団バルスキッチン『ぬいぐるみスピリット』（2021年2月17日 - 21日、バルスタジオ、作・演出：前野祥希） - 高階美穂 役（主演）[ブログ 12]
- 劇団バルスキッチン『商店街グランドリオン』（2021年7月21日 - 25日、シアターグリーン BIG TREE THEATER、作・演出：前野祥希） - グラン 役[32]
- 演劇ユニットACTION!『今時な運命のシンデレラ。』（2023年7月25日 - 7月30日、劇場HOPE）[33]

### オンライン劇
- SFIDA ENTERTAINMENT オンラインプロデュース『愛はお金で買えますか？ダブルデート編』（2020年11月21日 ‐ 29日）[34]
- img『ありのまま生きろ。今』（2021年5月19日 - 25日、ZAIKO） - 福永寿子 役[35]

### CM
- QTカード（2009年）
- ハイファンタジーMMORPG『パーフェクト ワールド』（2010年）

### ネット配信
- 小田あさ美のツイートジョッキー（2010年3月29日 - 2011年9月5日、USTREAM）
- セキグチMaコトの電脳カフェ（2007年3月 - 2008年7月） - ビデオポッドキャスト番組。vol.41から最終回までアシスタントとして出演。
- 今夜もよっぴいでTV（2009年4月 - 6月、YouTube）- 毎週木曜日メインMCとして出演。
- 麻雀最強戦2015 アシスタント争奪戦（2015年、ニコニコ生放送[36]）
- すっぴん麻雀 〜優勝賞金100万円！負けたらその場ですっぴん公開！〜（2016年12月29日、AbemaTV）[37]
- 今日、体重発表します。-優勝賞金100万！負けたらその場で体重発表！-（2017年11月19日、AbemaTV）[38]
- 新春オールスター麻雀大会2019（2019年1月2日 - 3日、AbemaTV）[39]
- 新春オールスター麻雀大会2020（2020年1月2日 - 3日、AbemaTV）[40]※テレビ朝日でも一部放送

### その他イベント
- J:COM presents エヴァンゲリオン×美少女写真展-Girls Collection of EVANGELION-（2012年） - 出演者の内の1人。

### ブログ
1. ↑  “皆さまへ”. 小田あさ美オフィシャルブログ.   アメーバブログ (2012年3月22日). 2015年4月21日閲覧。
2. ↑  “ガールズエアバンド「Doppelgänger」始めます。”. かながわIQオフィシャルブログ「ヨロシクIQ」.   アメーバブログ (2012年11月18日). 2015年4月21日閲覧。
3. ↑  “ドッペルゲンガー”. 小田あさ美オフィシャルブログ.   アメーバブログ (2012年8月15日). 2015年4月21日閲覧。
4. ↑  “質問コーナーのお返事。”. 小田あさ美オフィシャルブログ.   アメーバブログ (2013年4月5日). 2022年2月27日閲覧。
5. ↑  “love...”. 小田あさ美オフィシャルブログ.   アメーバブログ (2014年1月31日). 2021年12月11日閲覧。
6. ↑  西田奈津美 (2009年9月17日). “レベルアーップ。”. オフィシャルブログ「なっちゃん」.   アメーバブログ. 2022年2月27日閲覧。
7. ↑  “心配おかけしました”. 小田あさ美オフィシャルブログ.   アメーバブログ (2008年8月25日). 2022年2月27日閲覧。
8. ↑  “久しぶりに。”. 小田あさ美オフィシャルブログ.   アメーバブログ (2012年3月22日). 2022年2月27日閲覧。
9. ↑  “『imgAct3「もともと特別」公演情報』”. img オフィシャルブログ序. 2020年5月3日閲覧。
10. ↑  “劇団バルスキッチン第10回公演「歌舞伎町シュガーナイト」オールキャスト、公演詳細解禁”. アメーバブログ. 劇団バルスキッチン. 2023年1月23日閲覧。
11. ↑  バルスキッチン第11回公演『どぎまぎメモリアル』詳細 劇団公式ブログ
12. ↑  “劇団バルスキッチン第12回公演「ぬいぐるみスピリット」公演詳細”. アメーバブログ. 劇団バルスキッチン. 2023年1月23日閲覧。